# Brun hyæne
Den brune hyæne (Parahyaena brunnea) er et dyr i hyænefamilien. Dyret er det eneste medlem af slægten parahyaena. Tidligere var dyrets latinske navn Hyaena brunnea. Den når en længde på 1,3 m og har en hale på 21 cm og vejer 38-47 kg. Dyret lever i Sydafrika.
Den lever hovedsageligt af ådsler, men kan også selv fange byttedyr som f.eks. springharer.[kilde mangler]
Brune hyæner ved Namibias kyst lever hovedsagligt at sæler.
Den brune hyæne kan lugte ådsler 14 km væk.[kilde mangler]
Den brune hyæne er kategoriseret som Næsten truet på IUCN's rødliste.
En brun hyæne bliver fulgt i BBC's dokumentarserie Syv kontinenter, en klode, hvor den filmes mens den opforstrer sit kuld i en nedlagt diamantmine i Namibia.
I dokumentaren ses den også på jagt efter en babysæl ved kysten.